# Заксенберг, Эвальд
Фридрих Эдуард Эвальд Заксенберг (нем. Friedrich Eduard Ewald Sachsenberg; 16 июня 1877, Рослау — 14 июля 1946, Берлин) — немецкий инженер, профессор и декан Дрезденском университете; редактор журнала «Der Schiffbau»

## Биография
Фридрих Эдуард Эвальд Заксенберг родился в семье инженера Георга Заксенберга. С 1900 по 1904 год Эвальд учился в Техническом университете Берлина в Шарлоттенбурге. Затем он работал инженером-проектировщиком на судоверфи «Germaniawerft» в Киле. В 1907 году он получил степень кандидата наук в Берлине. В течение следующих 16 лет Заксенберг работал в различных компаниях: включая «Sachsenberg AG» в Кельне, «R. Frister AG» и «Reichstreuhandgesellschaft AG» в Берлине. В 1920 году он стад доктором наук, а начал работать приват-доцентом по организации верфей. Кроме того, он являлся редактором журнала «Der Schiffbau».
В 1921 году Заксенберг получил позицию профессора в Дрезденском университете: позже он также стал деканом факультета механики. После прихода к власти национал-социалистов Заксенберг вскоре вступили в конфликт с новыми властями, но 11 ноября 1933 года он был среди более 900 ученых и преподавателей немецких университетов и вузов, подписавших «Заявление профессоров о поддержке Адольфа Гитлера и национал-социалистического государства». Эвальд Заксенберг умер в Берлине в 1946 году после тяжелой болезни.

## Работы
- Über den Widerstand von Schleppzügen. Berlin 1907 (Berlin, Technische Hochschule, Dissertation, 1907).
- Grundlagen der Fabrikorganisation. Springer, Berlin 1917.
- Mechanische Technologie der Metalle in Frage und Antwort. Springer, Berlin 1924.
- Wirtschaftliches Verpacken. Handbuch für den täglichen Gebrauch in Handel und Industrie. VDI-Verlag, Berlin 1926.

## Память
В 1996 году Технический университет Дрездена назвал именем Эвальда Заксенберга одно из своих здании, ранее носившее имя Франца Карла Куцбаха (Kutzbach-Bau).